# پال لوگان (هنرپیشه)
پال لوگان (انگلیسی: Paul Logan Stone؛ زادهٔ ۱۵ اکتبر ۱۹۷۳) یک هنرپیشه، و بدل‌کاری اهل ایالات متحده آمریکا است.

## گزیده فیلمشناسی
از فیلم‌ها یا برنامه‌های تلویزیونی که وی در آن نقش داشته‌است می‌توان به آثار زیر اشاره کرد.
- ایندیپندنت (فیلم ۲۰۰۰) (۲۰۰۲)
- نفرین کومودو (۲۰۰۴)
- کنت دراکولا (۲۰۰۵)
- کومودو علیه کبرا (۲۰۰۵)
- گسل عظیم (۲۰۰۹)
- روزهای زندگی ما (۲۰۰۱–۲۰۰۲, ۲۰۰۵)
- آنجل (۲۰۰۱)
- دوستان (مجموعه تلویزیونی) (۲۰۰۳)